# Forn de guix de la Colònia Santa Maria
El forn de guix de la Colònia Santa Maria és una obra de Ripoll (Ripollès) protegida com a Bé Cultural d'Interès Local.

## Descripció
Es tracta d'una construcció de planta circular ubicada al marge de la pista. L'altura de les parets és de 2 metres. L'estat de conservació és bastant precari; el frontal del forn està molt malmès i l'obertura a través de la que sortia el mineral cuit també està perduda.
El material emprat per a la construcció és el morter de guix.
Uns metres més enllà hi ha altres forns, tot i que són d'època posterior.